# Psidium myrtoides
Psidium myrtoides är en myrtenväxtart som beskrevs av Otto Karl Berg. Psidium myrtoides ingår i släktet Psidium och familjen myrtenväxter. Inga underarter finns listade i Catalogue of Life.

## Bildgalleri

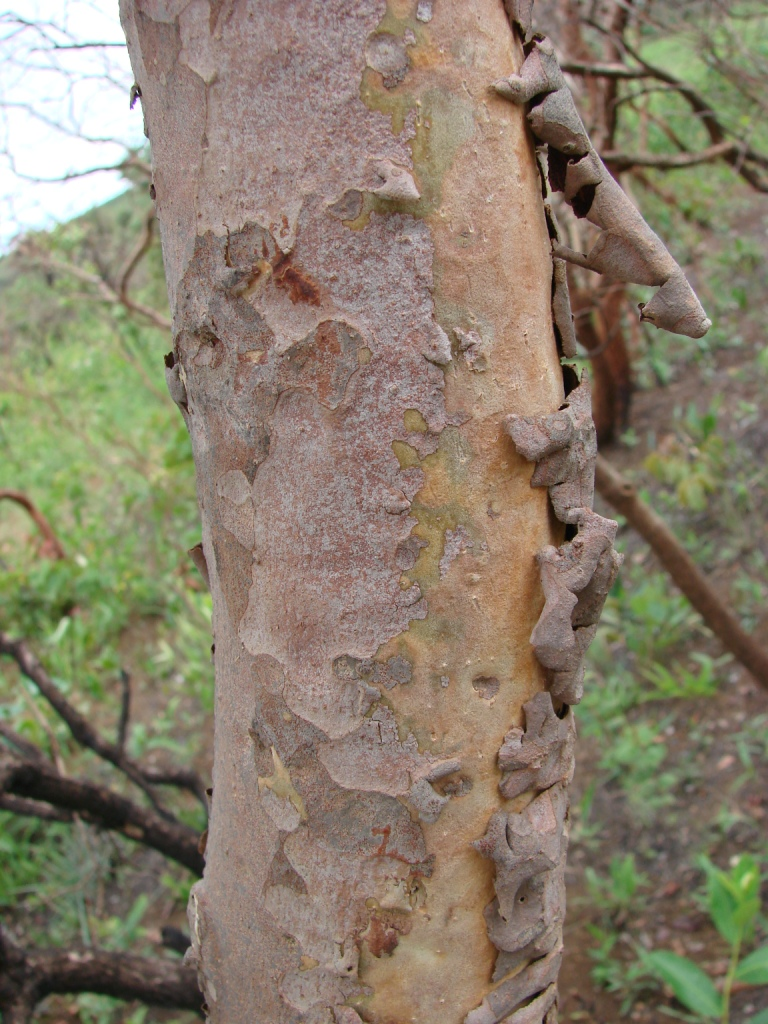
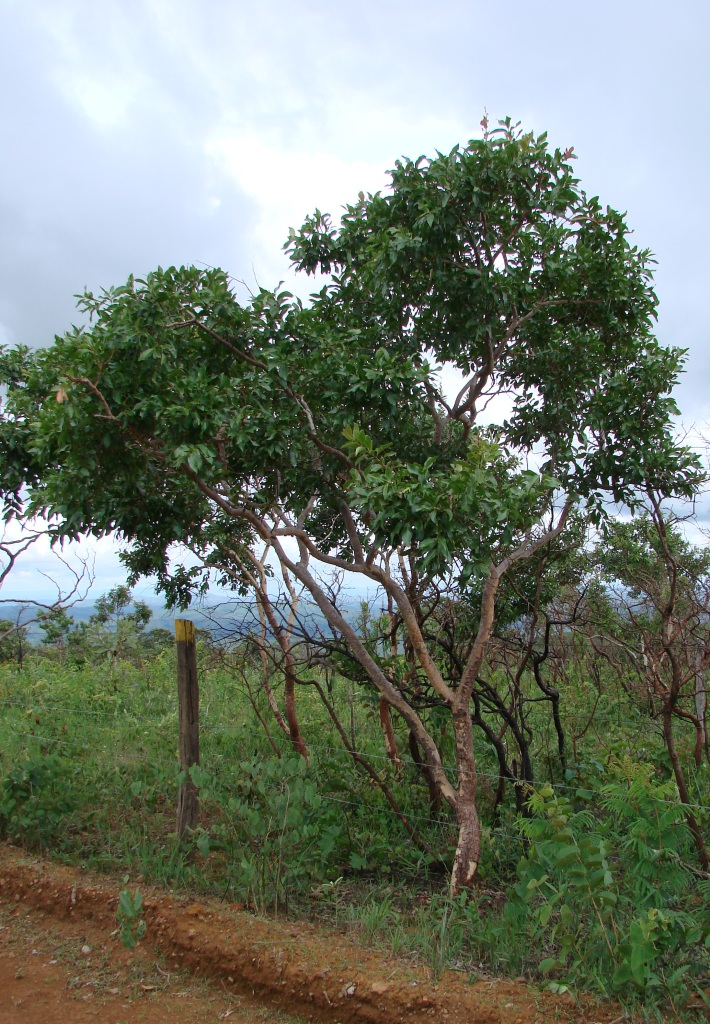
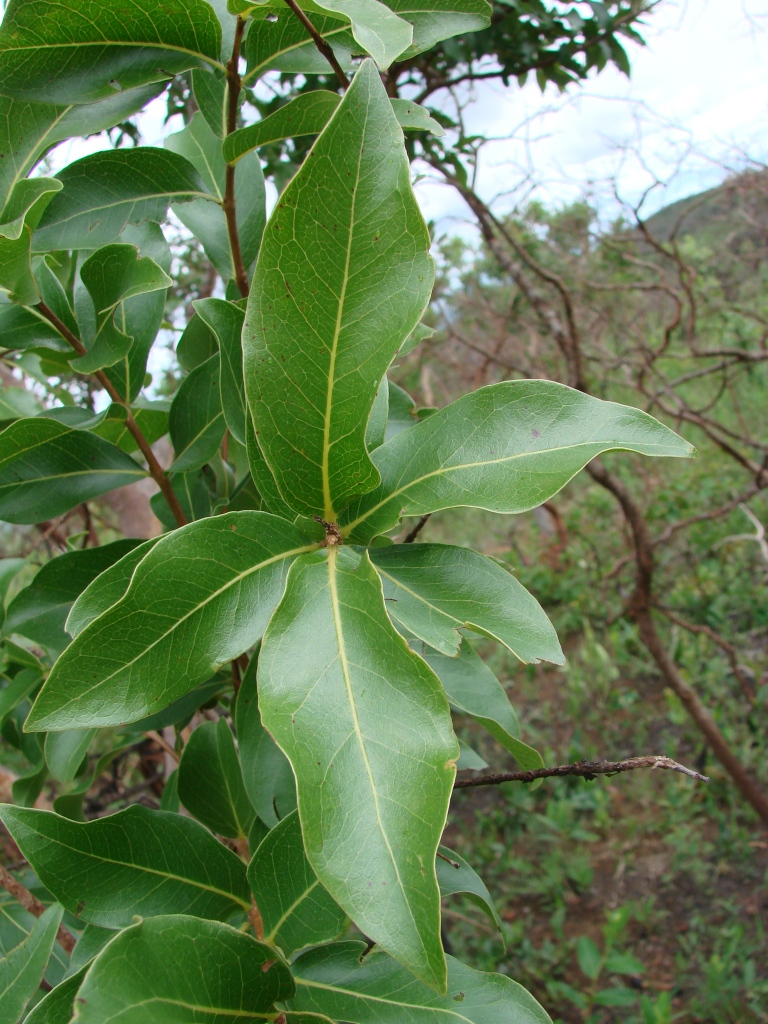